# Xã St. James, Quận Watonwan, Minnesota
Xã St. James (tiếng Anh: St. James Township) là một xã thuộc quận Watonwan, tiểu bang Minnesota, Hoa Kỳ. Năm 2010, dân số của xã này là 260 người.